# Eileen Abad
Eylin Antonieta Pérez Arguinzones (Caracas, Venezuela, 16 de noviembre de 1973) más conocida como Eileen Abad, es una actriz y modelo venezolana.

## Carrera
Abad estudió Arte dramático en la Escuela de Artes Escénicas Juana Sujo. Su trabajo en telenovelas venezolanas, mexicanas y colombianas le han otorgado reconocimiento internacional. Algunas de las producciones en las que ha participado Abad son, Por estas calles, Amores de fin de siglo, Contra viento y marea, Calipso, Niña mimada, El amor de mi vida (TV Azteca). 
Entre los premios que ha obtenido destacan: Las Palmas de Oro (mejor actuación, 99 México), Premio Nacional Casa del Artista como actriz joven del año (98) y La Orden Francisco Fajardo en su segunda Clase.
Ha participado en numerosas producciones para la gran pantalla. Un tiro en la espalda (1995), Tokyo Paraguaipoa (1996), Entre mentiras (1996) Piel (1998) y Puras joyitas (2007) son algunas de las más destacadas.
En el 2012 regresa a Venevisión como una de las antagonistas de la exitosa telenovela Mi ex me tiene ganas en la cual comparte créditos con Daniela Alvarado a quien ya había antagonizado en Angélica Pecado y Luciano D' Alessandro.
En 2013 participa en Las Bandidas de RTI Producciones para Televisa, la cual fue grabada en Venezuela. Al culminar está, vuelve a trabajar en una coproducción entre RTI Producciones y Televisa, dando vida a la alocada "Ana María" madre de la protagonista de La virgen de la calle, donde compartió con María Gabriela de Faría, Juan Pablo Llano, Caridad Canelón entre otros.
En 2016, vuelve a Venevisión y participa en la novela estelar Entre tu amor y mi amor, encarna a la malvada Alicia Beatriz, una cirujana que se obsesiona con Carlucho (Alexander Da Silva) haciéndole la vida imposible a su media hermana Greisy Mena, comparte escena con Rosmeri Marval, Daniel Elbittar, Carlota Sosa y nuevamente con Simón Pestana. La misma arrancó grabaciones el 14 de septiembre de 2015 y se estrenó el 15 de junio de 2016.

## Filmografía
| 2016      | Entre tu amor y mi amor | Alicia Monserrat Caicedo        |
| 2014      | Virgen de la calle      | Ana María Pérez                 |
| 2013      | Las Bandidas            | Miriam                          |
| 2012      | Mi ex me tiene ganas    | Karen Miller Holt de Prada      |
| 2010      | Decisiones extremas     | Marlen Ep: Silencio de niña     |
| 2009      | Los misterios del amor  | Isabella Román                  |
| 2009      | Condesa por amor        | Ana Paula Treviño               |
| 2007-2008 | Arroz con leche         | Belén Pacheco de Morales        |
| 2005-2006 | La tormenta             | Valentina Ayala                 |
| 2004-2005 | Negra consentida        | Isadora Russian                 |
| 2002      | Mambo y canela          | Victoria "Vicky"                |
| 2001      | La soberana             | Ana Ozores                      |
| 2000-2001 | Angélica Pecado         | Malena Vallejo                  |
| 1999      | Besos prohibidos        | Florencia                       |
| 1999      | Calypso                 | Yolanda Pujol de Martínez       |
| 1998      | El amor de mi vida      | Patricia                        |
| 1998      | Niña mimada             | Patricia Echegaray              |
| 1997      | Contra viento y marea   | Isabela Millán Borges "La Nena" |
| 1995      | Amores de fin de siglo  |                                 |
| 1994      | Por estas calles        | Mariela                         |

### Películas
- Un tiro en la espalda
- Tokyo Paraguaipoa en 1996
- Antes de morir
- La primera vez
- Piel
- Entre mentiras
- Puras joyitas
- Muchacho Solitario

### Unitarios
- La Madre María de San José
- Doble Vida
- Felizmente Casada
- La Confesión
- Sagrada Familia
- Leonor
- La vida es una cebolla
- Decisiones

### Teatro
En teatro, ha destacado en obras como:
- Intriga y Amor de Schiller donde personificó a Lady Milford,
- El casamiento forzoso de Molière (Dorimea),
- Las preciosas ridículas de Molière (Madelón),
- La señorita Julia de August Strindberg (Julia),
- Fuenteovejuna de Lope de Vega (Laurencia),
- La Hora Menguada de Rómulo Gallegos (Enriqueta)
- Altitud 3200 de Julien Lucharle (Zizi).
- Relatos borrachos de Enrique salas (2019)

### Comerciales
- Cigarrillos Derby (Ecuador)
- Pastillas Doll (Venezuela)
- Cigarrillos Philip Morris (Costa Rica)
- Zapatos Kickers
- Pantalones Didijin y Minelli (Venezuela)